# Табиины
Табиины, таби‘ун (араб. اَلتَّابِعُونَ‎) (ед. числ. таби‘) — следующее поколение за сахабами, предшественники таби ат-табиинов. Поколение мусульман, которые были учениками и последователями сподвижников пророка Мухаммада, непосредственно не общавшиеся с Посланником Аллаха. Буквальный перевод — последователь.

## Определение
Время табиинов началось после смерти пророка (11 год хиджры) и закончилось в 180 году от хиджры.
Исламское правоведение (принятие решения о том кто прав-кто виноват и как поступить в той или иной ситуации) построено на том что сказано в Коране, если однозначного толкования нет, то применяются высказывания пророка (Хадисы), если и их нет тогда высказывания его учеников и т. д.
Высказывания табиинов — важный этап в исламском правоведении. Более высокий приоритет только у Корана, Сунны и высказываний сахабов.
Табиины вызывают очень большой интерес для мусульман и культуры ислама, потому что они непосредственно получали знания от сахабов, передавали их далее и преданно служили исламу.
Среди табиинов выделяются три категории:
1. те, которые видели сахабов, бывших при пророке, в зрелом возрасте.
2. те, которые видели сахабов, бывших при пророке, в среднем возрасте.
3. те, которые видели сахабов, бывших при пророке, совсем юными.

Выделяется также категория табиинов, которые жили в доисламскую эпоху, приняли ислам во времена пророка Мухаммеда, но не встречались с ним лично. Их называют мухадрамами.
Про табиинов сказано в Коране:

Доволен Аллах теми, которые первыми уверовали в ислам из переселившихся (из Мекки в Медину) и из сподвижников (ансаров — давших пророку и его соратникам жильё в Медине), и теми, которые следовали за ними, совершая добрые дела. И воздаст Он им доброй наградой. И они довольны Им и рады тому, что Он им уготовил. Им — сады, под которыми текут реки, и где они вечно пребывать будут. Это и есть великое приобретение!
— Сура 9, «Тауба», аят: 100
«Если до меня дойдёт хадис Посланника Аллаха, да благословит его Аллах и ниспошлет ему мир, то я приму его с удовольствием; если дойдёт изречение одного из сподвижников, да будет доволен ими Аллах, то я приму его с удовольствием; если же дойдёт изречение их последователей (подразумеваются табиины — следующие за табиинами), то мы — люди, и они люди». .

## Список табиинов
Информации о количестве табиинов нет, но так как в книгах, описывающих биографии сахабов, упоминается число от 10 до 12 тысяч человек, то соответственно табиинов как минимум на порядок больше, ниже перечислены наиболее известные:
- Абу Ханифа (родился 80/699, умер 150/767)
- Муджахид ибн Джабр (умер 103/721)
- Катада ибн Диама (умер 117/735)
- Саид ибн аль-Мусаййиб
- Амир аш-Шааби
- Ибрахим ан-Нахаи
- Увайс аль-Карани
- Хасан аль-Басри
- Амр ибн Динар
- Икрима аль-Барбари

Первые женщины-табиины:
- Хафса бинт Сирин
- Амра бинт Абдуррахман